# 就活の真実
就活の真実（しゅうかつのしんじつ）はプライマル株式会社が提供する就職活動向き無料アプリである。

## 概要
新規事業コンサルティングを行なうプライマル株式会社が提供する、就活アプリである。1,300記事以上のノウハウが掲載されている。マイナビ就活アワードを受賞し、インプレス社発行のAndroidアプリ辞典にも掲載されている。
また、Yahoo!ニュースやマイナビニュース、日経新聞など各種メディアでも紹介された。企業の人事新卒採用担当に取材して聞いた人事の本音や、2014年卒就活生への取材をもとにした実体験記録など、人事・学生、双方の視点から、「就活の真実」を提供している。

## 開発
プライマル株式会社内の新規事業公募制度によって誕生した。人事系コンサルティング会社出身の社員によって執筆されている。

## 利用状況
2013年度〜2014年度、約10万人の就活生に利用された。

## 受賞
就活関連アプリとして国内No.1のダウンロード数を誇る。検索ワード「就活」で、App Store、Google Playで1位の実績を上げている。さらに日経新聞やYahooニュースなど、数多くのメディアに掲載され、マイナビ主催の「マイナビ就活アプリアワード」を受賞した。